# Sceloporus rufidorsum
Sceloporus rufidorsum este o specie de șopârle din genul Sceloporus, familia Phrynosomatidae, descrisă de Henry Crecy Yarrow în anul 1882. Conform Catalogue of Life specia Sceloporus rufidorsum nu are subspecii cunoscute.